# Повторне весілля (фільм, 1975)
«Повторне весілля» (рос. «Повторная свадьба») — радянська мелодрама, поставлена режисером Георгієм Натансоном у 1975 році.

## Сюжет
Молодий чоловік — інтелігентний, спокійний і розважливий, який прожив більше п'яти років у шлюбі, — зустрічає вісімнадцятилітню дівчину і йде з сім'ї. Однак, проживши з нею кілька місяців, повертається до дружини. Дружина Настя прощає Іллю, але Наталію — фронтовичку, матір героїні, насторожує те, як дочка каже про чоловіка: «З ним весело і легко, у нього таке почуття гумору!». Колись її теж залишив чоловік, який не витримав перевірки відстанями — після розподілу Наталію відправили працювати лікарем в сільську місцевість, а чоловік залишився жити в місті, де незабаром зустрів іншу жінку.
Паралельно розвивається роман дочки сусідки — подруги Наталії Асі. Вона вибрала шлях, яким колись не зміг пройти чоловік Наталії — вирішила після закінчення інституту їхати з нареченим за розподілом туди, куди його скерують. Її мати — жінка, яка дотримується міщанських цінностей, дізнається про це від Асі випадково — вона повідомляє дочці, що бачилася з батьками її обранця Васі і домовилася про все, включаючи місце проживання молодят після весілля. Ася в гніві повідомляє матері про швидкий від'їзд.
Паралельно в місті з'являється та сама дівчина, до якої йшов Ілля. Вона ходить за ним назирці, підстерігає його біля під'їзду Насті, знаходить в ресторані, де герої святкують примирення подружжя. Дівчина каже Іллі про свою любов до нього, обіцяє, що вони будуть жити окремо від її матері і просить їхати з нею додому в Москву. Ілля докладно пояснює їй, що його почуття до неї охолонули, тому він повернувся до дружини. Він просить її швидше повернутися до Москви. «Телеграфісточка», як презирливо називала її Настя, повертається в свій готельний номер, вона довго згадує щасливі хвилини, проведені з Іллею. Потім виходить на балкон.
Настя і Ілля збираються до Москви. У дверях з'являється батько Асі, який повідомляє, що мало не спізнився, тому що з 10 поверху готелю викинулася дівчина, і через приїзд карет швидкої допомоги і міліції утворився корок у центрі міста. Вражені загибеллю зовсім сторонньої їм людини (адже ніхто не знає, хто ця дівчина), всі завмирають. В цю мить Ілля гучно відкорковує пляшку шампанського і розливає його по келихах, повідомивши паралельно героям про те, що кожну годину в світі помирає 3 тисячі людей.
Проходить час, і Наталія отримує від Насті листа — вона пішла від Іллі сама. Поштовхом послужив прихід до них додому матері "телеграфісточки", яка хотіла лише дізнатися про останні дні дочки. Вона навіть не дорікнула йому ні в чому, але Ілля говорив про те, що вона неправильно виховувала дочку і, напевно, у дочки були гени, які штовхнули її на самогубство.

## У ролях
- Зінаїда Дехтярьова — Наталія Петрівна Єрмолова, мати Насті
- Андрій Миронов — Ілля
- Ірина Калиновська — Настя
- Людмила Макарова — Марія Аркадіївна
- Михайло Кузнецов — Павло Прокопович
- Наталя Єгорова — Ліда
- Марина Дюжева — Ася
- Ігор Костолевський — Вася
- Всеволод Сафонов — Федір Кузьмич, перший секретар міськкому партії
- Леонід Куравльов — Михайлов, завідувач міськздороввідділу
- Станіслав Чекан — Петро Миколайович, директор цементного заводу
- Борислав Брондуков — директор майстерні
- Гурген Тонунц — директор продуктового магазину
- Геннадій Юхтін — секретар міськкому партії

## Знімальна група
- Режисер — Георгій Натансон
- Сценаристи — Євген Габрилович, Соломон Розен
- Оператор — Олександр Княжинський
- Композитор — Максим Дунаєвський
- Художник — Давид Виницький